# فلیکس اودوئوکی
فلیکس اودوئوکی (آلمانی: Felix Uduokhai؛ زادهٔ ۹ سپتامبر ۱۹۹۷) بازیکن فوتبال اهل آلمان است که در پست مدافع برای باشگاه فوتبال وولفسبورگ بازی می‌کند.
وی همچنین در تیم‌های ملی فوتبال جوانان آلمان و زیر ۲۱ سال آلمان بازی کرده‌است.